# Blepharodon reflexum
Blepharodon reflexum är en oleanderväxtart som beskrevs av Gustaf Oskar Andersson Malme. Blepharodon reflexum ingår i släktet Blepharodon och familjen oleanderväxter. Inga underarter finns listade i Catalogue of Life.